# 좋니
〈좋니〉는 대한민국의 가수 윤종신의 노래이다. 2017년 6월 22일에 공개되었다. 대한민국의 기획사 미스틱엔터테인먼트의 음악 플랫폼 LISTEN을 통해 공개되었다.

## 트랙 리스트
| #  | 제목             | 작사   | 작곡     | 편곡     | 재생 시간 |
| -- | ---------------- | ------ | -------- | -------- | --------- |
| 1. | 〈좋니〉         | 윤종신 | 포스티노 | 포스티노 | 5:28      |
| 2. | 〈좋니〉 (Inst.) |        | 포스티노 | 포스티노 | 5:28      |

## 평가
| 전문가 평가 | 전문가 평가 |
| 평가 점수   | 평가 점수   |
| 출처        | 점수        |
| ----------- | ----------- |
| 이즘        | 3.5/별      |

이즘의 현민형은 "섬세한 가사를 통해 이별에 대한 감촉을 유지하고 있다는 점을 인지시켜 준 바 있지만, 이번에는 타자의 목소리가 아닌 스스로의 소구력으로 이뤄낸 현대의 성취이기에 의미가 남다르다. 이별을 겪은 화자의 예민한 감정곡선을 세밀히 담아내고 있다. 애초에 노래의 근간은 이야기 아닌가. 기본기에 충실한 20년 전통 발라드 국밥집이 온갖 전자 조미료로 치장한 현대의 프랜차이즈 레시피를 이겨낸 격이다."라며 별점 5점 만점 중 3.5점을 부여했다.